# Каучук

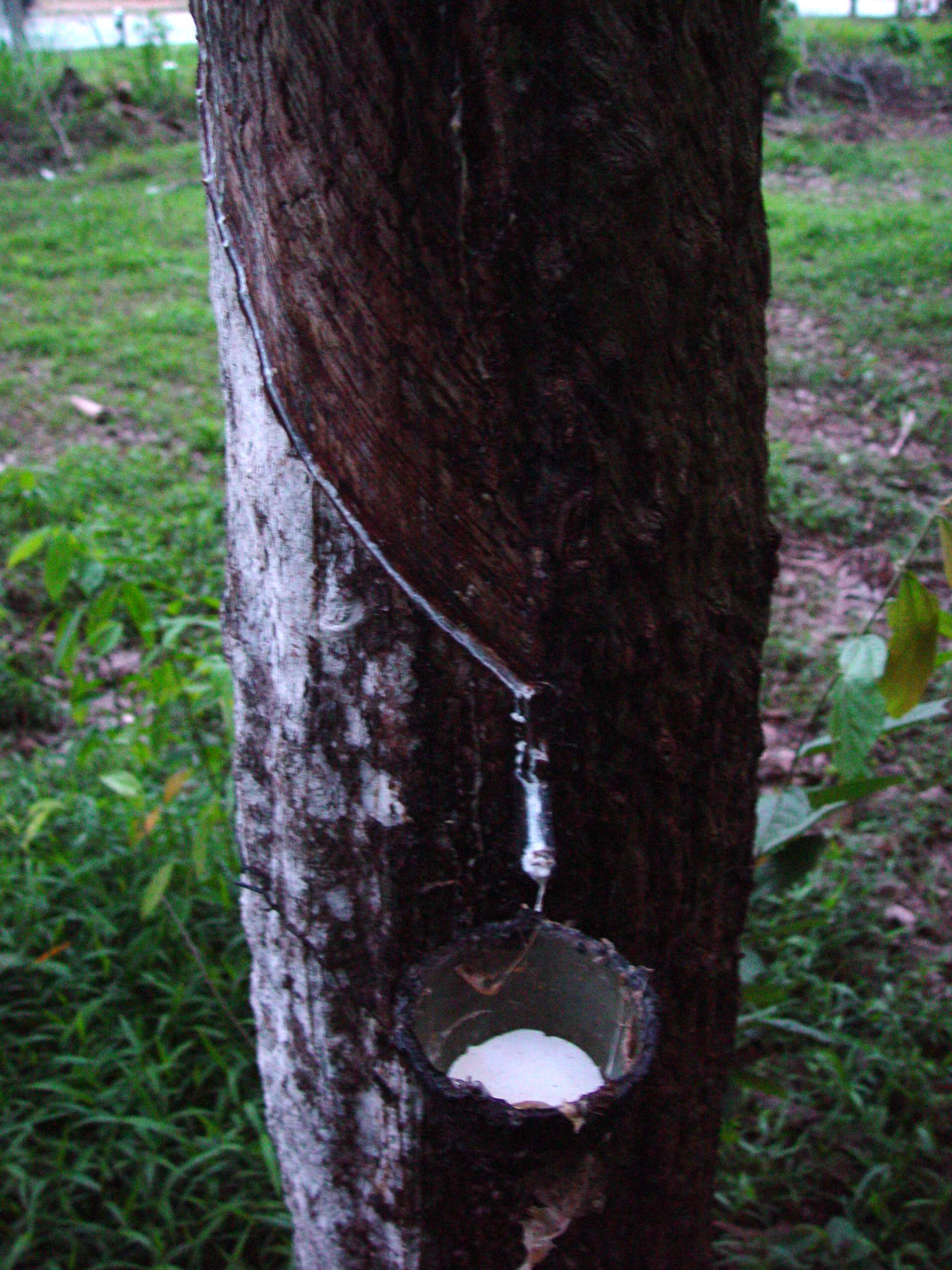
Збір натурального (природного) латексу (підсочка)

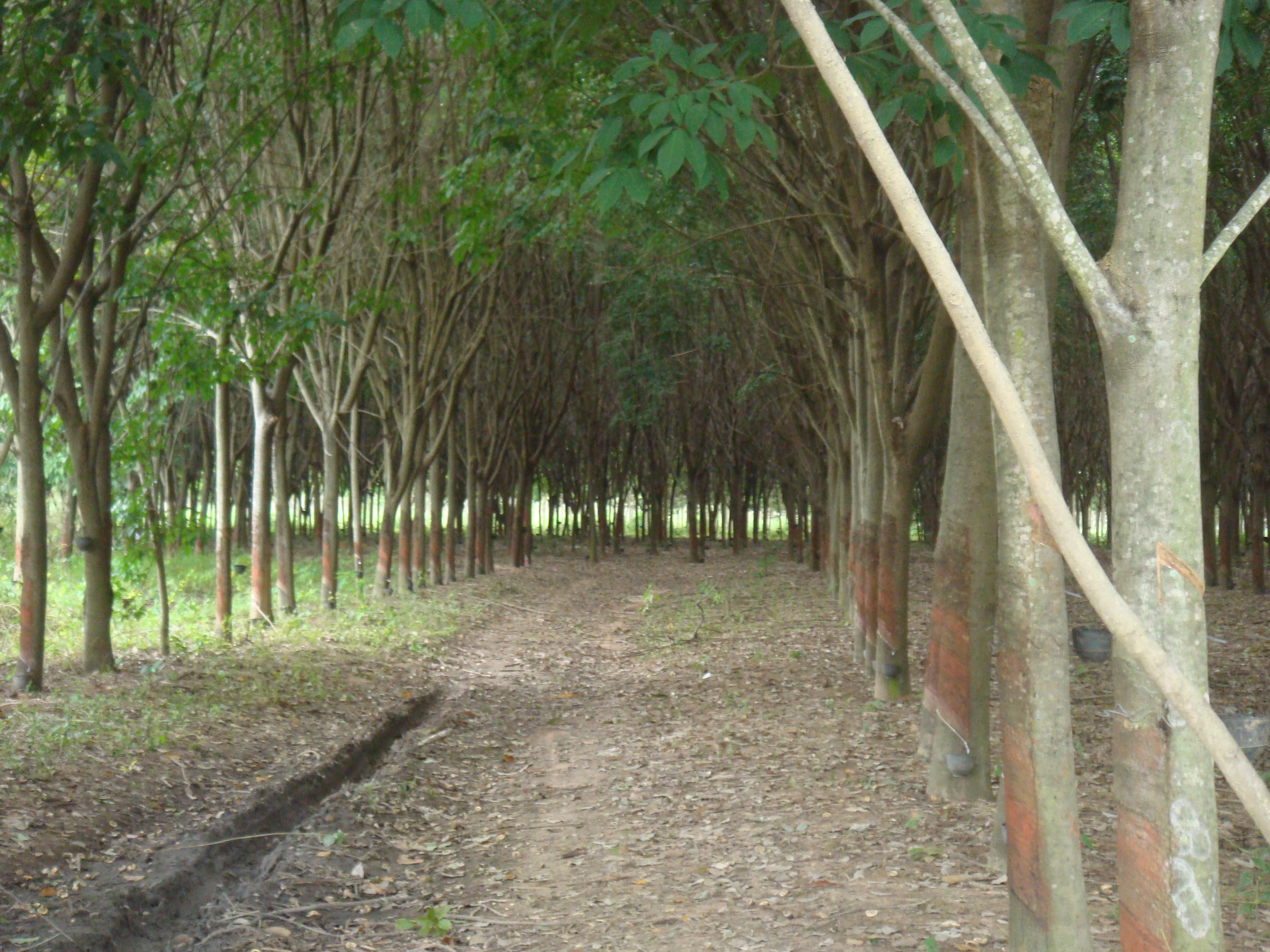
Плантація каучуконосів у Таїланді

Каучу́к (через нім. Kautschuk чи фр. caoutchouc від майн. cahuchuc) — еластичний матеріал, який отримують при коагуляції латексу каучуконосних рослин, головним чином бразильської гевеї, що росте в тропічних країнах. Основний компонент — поліізопрен — вуглеводнева полімерна хімічна сполука, що має загальну формулу (C5H8)n, де n становить від 1000 до 3000.

Дерево культивується в Південно-Східній Азії, Малайзії, Індонезії, Шрі-Ланці, Камбоджі, Таїланді, Сараваці і Брунеї. На території України кліматичні зони, придатні для виростання каучуконосних рослин, відсутні. Натуральний каучук та латекс натурального каучуку Україна купує за кордоном. Як саме в дереві синтезується вуглеводень (поліізопрен) каучуку, невідомо. З вулканізованих каучуків одержують міцну й еластичну гуму. Застосовується для електроізоляції, виробництва шин, амортизаторів, виробів санітарії і гігієни та ін.

## Історія
Протягом XIX століття вся маса сирого каучуку промислового значення являла собою дикий каучук бразильської гевеї, що добувався в лісах Латинської Америки, з дерев і лози в екваторіальній Африці, на Малаккському півострові і Зондських островах.
Колумб привіз до Іспанії з Нового світу кілька таких каучукових чудасій, але в Європі цим невідомим матеріалом в той час ніхто не зацікавився, а незабаром про нього і зовсім забули на цілих триста років.
Натуральний каучук був відкритий для Європи заново французькою науковою експедицією, що досліджувала джунглі Амазонки. Французи дали йому назву gomme, від лат. gummi, gumma («смола»). У 1738 році французький дослідник Шарль де ля Кондамін, учасник цієї експедиції, представив в Паризькій Академії наук зразки матеріалу, отриманого з молочного соку гевеї. Кондамін придумав еластичному матеріалу свою назву: «латекс» — від французького слова latte («кава з молоком»).
Ще одну назву каучуку дали англійці. У 1770 році англійський дослідник Джозеф Прістлі назвав новий матеріал rubber — від словосполучення to rub out («витирати»). Оскільки шматочком каучуку можна було витирати лінії, нанесені графітовим олівцем. І це, до речі, довгий час було єдиним практичним застосуванням каучуку-гуми-латексу.
Тільки через двадцять років — в 1791 році — англійський фабрикант Самуель Пів придумав непромокальний одяг, обробивши тканину розчином каучуку в скипидарі. А ще через тридцять років — у 1820-му — французи винайшли гумові підтяжки і підв'язки, з'єднавши каучукові нитки з бавовняними, але повний комерційний успіх був досягнутий тільки після того, як 1839 року Чарлз Гуд'їр відкрив процес вулканізації.

## Видобуток природного каучуку і виробництво
Дерево можна використовувати через 7 років. На ньому роблять зарубки і сік збирають у спеціальні посудини.
Щоб видобути каучук із каучуконосних дерев, робітник робить на корі дерева вузький спіралеподібний надріз. Білий сік (латекс) повільно стікає в склянку, закріплену під надрізом. За кілька годин після надрізання збирається приблизно 150 грамів соку (надрізи можна робити через кожні 2 дні). Сік густіє й застигає, перетворюючись на грудочки, а потім висихає. Це і є сирий натуральний каучук, який буває двох видів:
1. дикий каучук, добутий з дерев, кущів і лози, які ростуть в натуральних природних умовах;
2. плантаційний каучук.

Натуральний (природний) каучук був відомий ще індійцям доколумбівської Америки, який вони добували з соку південноамериканського дерева гевеї. Зібраний молочний сік в спеціальні чашки, потім сушили та коптили. З отриманого матеріалу — пружного і непромокного — вони виготовляли м'ячі, судини для води, одяг, взуття, дитячі іграшки та культові фігурки.

## Технологія і промисловість
Він твердіє на холоді й розм'якшується на сонці. При нагріванні вище 180 °C за відсутності повітря — розкладається і виділяє ізопрен (2-метил-1,3-бутадієн). Натуральний каучук бразильської гевеї має структуру, яка складається на 97,8 % із 1,4-цис-поліізопрену.

### Промисловість
Загальне виробництво натурального каучуку становить близько 9 млн тонн і досягає 40 % у загальному виробництві й споживанні разом синтетичного і природного каучуків.

## Хімія і полімеризація каучуку
Полімеризацію ізопрену можна схематично зобразити таким рівнянням:
Молекули природного каучуку теж мають лінійну структуру і також звивисті. Молекулярна маса природного каучуку досягає 170 000 в. о., а число елементарних ланок в молекулі — до 3000.
Продукт вулканізації композицій на основі каучуку називається гумою.

## Вулканізація каучуку
Сирий каучук має низьку міцність і дуже липкий, особливо при нагріванні, а на морозі стає твердим і ламким. Тому для виготовлення різних виробів у сирому вигляді каучук непридатний. Свої цінні властивості каучук набуває при вулканізації, тобто при нагріванні з сіркою. Вулканізований каучук називають гумою.
При процесі вулканізації з каучуку, сірки і наповнювача (переважно сажі) виготовляють суміш, якою наповнюють відповідні форми і під тиском нагрівають. При 130—160 °C каучук взаємодіє з сіркою і його молекули зв'язуються між собою атомами сірки. Частково вони зв'язуються між собою і безпосередньо. Зв'язок між ними здійснюється за рахунок вільних валентностей, які виникають при розриві подвійних зв'язків.
Вміст сірки у вулканізованому каучуку становить 1—3 %. Вулканізований каучук значно більш еластичний і міцний, ніж сирий. Сирий каучук розчиняється в органічних розчинниках, зокрема в бензині (каучуковий клей), а вулканізований не розчиняється, а лише набухає.

## Каучуконосні рослини
- Taraxacum kok-saghyz
- Кульбаба осіння
- Chondrilla brevirostris
- Ваточник